# Rodonita
La rodonita (o pajsbergita, nom obsolet) és un mineral de la classe dels silicats, subgrup inosilicats, i dins d'aquests pertany als piroxenoides. Pertany i dona nom al grup de la rodonita. Va ser descoberta l'any 1819, i el seu nom ve del grec rodon, que significa «color rosa».

## Característiques
Químicament és un silicat de manganès, podent ser aquest element substituït per ferro, magnesi o calci. En la varietat fowlerita el manganès és substituït per zinc. Es presenta en masses espàtiques granulades o en grans disseminats, molt rarament en cristalls tabulars. Presenta un color rosa vermellós característic, però que pot canviar a marró-negre quan queda exposat a la intempèrie.
Segons la classificació de Nickel-Strunz, la pertany a «09.DK - Inosilicats amb 5 cadenes senzilles periòdiques» juntament amb els següents minerals: babingtonita, litiomarsturita, manganbabingtonita, marsturita, nambulita, natronambulita, escandiobabingtonita, fowlerita, santaclaraïta, saneroïta, hellandita-(Y), tadzhikita-(Ce), mottanaita-(Ce), ciprianiïta i hellandita-(Ce).
S'empra en grans masses com pedra ornamental, fins i tot alguns exemplars són tallats i usats com joia semipreciosa. També s'ha usat com mena de manganès comercialment rendible.

## Formació i jaciments
Es forma com un producte primari d'alteració en dipòsits hidrotermals i de metamorfisme de contacte o regional, associat amb bustamita. Es presenta també en gneisés, pissarres i roques sedimentàries. En estrats, lentejones i jaços sedimentaris de vegades de gran extensió. Sol trobar-se associada a minerals de manganès i pirita, i de vegades també a calcita, microclina o piromanganita.
S'extrau en jaciments als monts Urals (Rússia), Broken Hill (Austràlia), Langban (Suècia), Brasil i diversos llocs dels Estats Units. A Espanya es localitzen jaciments en Valverde del Camino i Calañas (Huelva) i en diverses localitats de Badajoz. A Catalunya s'ha descrit a les mines Serrana i Joaquina primera d'El Molar i Bellmunt del Priorat respectivament (Priorat).